# Vacunagate
Vacunagate (ou Vacinagate)  refere-se a um escândalo no Peru sobre as vacinações irregulares de 487 pessoas (principalmente altos funcionários do Poder Executivo peruano) contra a COVID-19. A crise teve inicio em 10 de fevereiro de 2021 com a divulgação da informação de que o então presidente Martín Vizcarra teria recebido as vacinas contra a doença do novo coronavírus destinadas aos ensaios clínicos da Sinopharm da Fase III em outubro de 2020 no Palácio do Governo, em segredo.
Das equipes de pesquisa das duas universidades responsáveis pelo estudo, o recebimento e administração das vacinas do estudo Sinopharm, bem como o pedido irregular de 3.200 doses adicionais fora do estudo clínico, ocorreram por solicitação dos médicos pesquisadores Germán Málaga e Hugo García Lescano, líder e coordenador da equipe de pesquisa da Universidade Peruana Cayetano Heredia  que teriam facilitado o acesso às vacinas em sua sede a altos funcionários, familiares e diversas pessoas além dos voluntários do estudo clínico e do pessoal direto envolvido neste. As ações foram agravadas quando se descobriu que Germán Málaga aplicou três doses em sua sede em 40 pessoas, incluindo ele mesmo e um vice-ministro, de forma irregular e sem consentimento por escrito. Várias autoridades universitárias inoculadas irregularmente, incluindo o reitor e o vice-reitor, renunciaram ao cargo como resultado do escândalo. Por fim, o Instituto Nacional de Saúde do Peru indicou a saída do pesquisador principal responsável e suspendeu a Universidade Cayetano Heredia como centro para a realização de novos ensaios clínicos.
A inoculação teria consequências criminais, uma vez que foram inoculados altos funcionários do Governo de Francisco Sagasti, como a Ministra das Relações Exteriores, Elizabeth Astete; a Ministra da Saúde, Pilar Mazzetti, os dois Vice-Ministros da Saúde, e altos funcionários da chancelaria em meio a negociações com o laboratório Sinopharm para aquisição da vacina. Entre os funcionários inoculados estão oito membros da Comissão Negociadora, que receberam a vacina antes e depois do processo de compra.
O candidato presidencial e economista Hernando de Soto Polar também foi vacinado irregularmente. Ele inicialmente negou a alegação de estar envolvido no escândalo, mas foi exposto que ele havia voado ilegalmente duas vezes para os Estados Unidos. De Soto também foi detido por violar o toque de recolher e as regras de campanha, e por estar envolvido no Vacunagate em 6 de abril, mas foi libertado no dia seguinte.

## Reações
O escândalo foi classificado como uma ação ilegal e carente de ética política e científica pelo público em geral e pelos vários meios de comunicação nacionais e internacionais que cobriram o caso. O comportamento de altos funcionários peruanos, como o ex-presidente Martín Vizcarra e as ex-ministras Pilar Mazzetti e Elizabeth Astete, que obtiveram irregularmente a inoculação, foi descrito como uma transgressão ética, além de representar um ato ilegal. Ademais, a conduta de Germán Málaga, líder da equipe de pesquisa, tenha sido descrito como mau comportamento científico.
O caso "Vacunagate" levaria ao julgamento político de Martín Vizcarra, um procedimento parlamentar seguido pelo Congresso da República pelas violações da Constituição Política cometidas pelo ex-presidente. O processo culminou em 16 de abril de 2021 com a inabilitação para o exercício de cargos públicos por dez anos do ex-presidente Vizcarra.